# Philadelpho Menezes
Philadelpho Menezes Neto (São Paulo, 21 de junho de 1960 – 23 de julho de 2000) foi um poeta, tradutor e ensaísta, importante pesquisador da poesia sonora, mas também da poesia visual. Mestre e doutor em comunicação e semiótica pela PUC/SP, com pesquisa de doutoramento na Universidade de Bolonha, Itália, foi professor do programa de pós-graduação em comunicação e semiótica da PUC/SP. Foi o articulador e coordenador da Mostra Poesia Intersignos, que aconteceu em São Paulo (1988). 
Philadelpho morreu aos 40 anos, num acidente automobilístico, em 2000. 
Destacou-se tanto na área acadêmica quanto na produção de eventos culturais-artísticos. Organizou a mostra Poesia Intersignos (1985) e a 1ª Mostra Internacional de Poesia Visual de São Paulo (1988), ambas no Centro Cultural São Paulo. Em 1997, organizou a sala especial Poesia Sonora do evento Arte Tecnologia, promovido pelo Itaú Cultural, em São Paulo. Em 1998, foi curador do evento Intersignos - do impresso ao sonoro e ao digital, realizado no Paço das Artes. Entre seus livros publicados destacam-se Signos Plurais - Mídia, Arte e Cotidiano na Globalização (organização e apresentação, São Paulo: Experimento, 1997), A Crise do Passado - Modernidade. Vanguarda. Metamodernidade (São Paulo: Experimento, 1994), Poesia Sonora - Poéticas Experimentais da Voz no Século XX (organização e introdução, São Paulo: Educ, 1992)  e Poética e Visualidade - Uma Trajetória da Poesia Brasileira Contemporânea (Campinas: Editora da Unicamp, 1991).
Em 2002, foi homenageadopelo projeto Poetas na Biblioteca, no Memorial da América Latina, com uma exposição de seus trabalhos selecionados pela artista plástica e viúva do artista Ana Aly..
Em 2014 foi feita uma exposição retrospectiva de sua obra Goma de mascarar sabor mental, sob curadoria de Ana Aly, na Casa das Rosas. 

## Obra poética
- 4 achados construídos, 1980
- Poemas 1980-1982 (1984)
- Demolições (ou poemas aritméticos), 1988

## Teoria
- Poética e Visualidade - Uma Trajetória da Poesia Brasileira Contemporânea (Ed. UNICAMP, Campinas, 1991)
- Poesia Sonora - Poéticas Experimentais da Voz do Século XX (EDUC, SP, 1992)
- A Crise do Passado: Modenidade, Vanguarda, Metamodernidade (Experimento, São Paulo, 2001)